# پدینگتن، نیو ساوت ولز
پدینگتن (به انگلیسی: Paddington) یک حومه شهر در استرالیا است که در نیو ساوت ولز واقع شده‌است.